# Tethyspira spinosa
Tethyspira spinosa är en svampdjursart som först beskrevs av James Scott Bowerbank 1874.  Tethyspira spinosa ingår i släktet Tethyspira och familjen Dictyonellidae. Inga underarter finns listade i Catalogue of Life.